# Porta NAND

Simbolo della porta NAND a 2 ingressi

Con NAND è definita la porta logica composta da due ingressi e un'uscita che restituisce FALSO solo quando tutti gli ingressi sono nello stato logico VERO. È corrispondente alla connessione in serie di una porta AND e di una NOT. La porta NAND è un'applicazione pratica dell'operatore di Sheffer definito e utilizzato nell'ambito della logica proposizionale.

## Descrizione
Tabella di verità di una porta NAND a due ingressi:
```
0 NAND 0 = 1
0 NAND 1 = 1
1 NAND 0 = 1
1 NAND 1 = 0
```

La porta può avere anche più di due ingressi, questi devono comunque portarsi tutti a livello 1 affinché l'uscita si porti a livello 0. Il dispositivo integrato di più largo impiego, utilizzato ormai da decenni, porta la sigla 7400 e contiene al suo interno 4 porte NAND a 2 ingressi.
Nel 1989 Toshiba, basandosi su questa porta, ha realizzato un tipo di memoria che sfrutta concetti simili a quelli della memoria NOR. Tale memoria ha sostituito velocemente la memoria NOR in quanto più veloce ed economica.
Le celle di memoria flash NAND sono solo la metà di quelle della NOR. Questo conduce a un risparmio di spazio in fase di costruzione di apparecchi elettronici.
La porta NAND è attualmente usata per realizzare la maggior parte delle memorie digitali in commercio.

## Completezza funzionale
La porta NAND possiede la proprietà di completezza funzionale. Questo significa che ogni altra funzione logica (AND, OR etc.) può essere implementata utilizzando solamente porte NAND. Si può creare un intero processore utilizzando solamente porte NAND. Questa caratteristica è presente anche nelle porte NOR, rendendo NAND e NOR, le uniche porte logiche universali.

## Applicazioni pratiche
Le porte NAND sono ampiamente utilizzate nell'elettronica digitale per la loro versatilità e semplicità di implementazione. Grazie alla loro proprietà di completezza funzionale, possono essere impiegate per costruire qualsiasi altra porta logica, rendendole fondamentali nella progettazione di circuiti digitali complessi. Inoltre, le memorie flash di tipo NAND, utilizzate in dispositivi di archiviazione come le chiavette USB e le schede di memoria, devono il loro nome a questa porta logica, poiché la loro struttura interna si basa su array di porte NAND.

## Implementazione hardware
Le porte NAND possono essere realizzate utilizzando diverse tecnologie, tra cui transistor bipolari e MOSFET. Nei circuiti integrati digitali, le porte NAND sono spesso implementate utilizzando la tecnologia CMOS (Complementary Metal-Oxide-Semiconductor) per garantire un basso consumo energetico e alta velocità di commutazione. Ad esempio, nella famiglia di circuiti integrati TTL, il chip 7400 contiene quattro porte NAND indipendenti a due ingressi ciascuna.